# Св. св. Петър и Павел (Варош)
Вижте пояснителната страница за други значения на Свети апостоли Петър и Павел.
„Свети Петър и Павел“ (на македонска литературна норма: „Свети Петар и Павле“) е средновековна православна църква в прилепския квартал Варош, Северна Македония. Част е от Преспанско-Пелагонийската епархия на Македонската православна църква. Изградена е в XIV век.
Църквата е разположена в източната част на Варош. Няма запазени исторически извори за времето на построяването и изписването ѝ. Има скромни размери на основния кораб и е подчертано висока. Апсидата е полукръгла отвътре. Построена е от камък и тухла, като при градежа са използвани антични паметници и керамични украси. Южната стена в голяма степен е обновена.
Интериорът е украсен с фрески в четири зони. Днес са запазени остатъци от фрески на западната и северната стена, както и едва забележими следи на южната и отвън в нишата над западния вход. След по-добре запазените композиции са Кръстния път, Оплакване на северната и Успение Богородично на западната стена. Фреските според композицията, изпълнението и колорита са от XIV век, но не са на нивото на известните художествени паметници от епохата.
Иконите са от XIX век – дело на крушевския зограф Коста Анастасов. Една икона е датирана 1873 г., а на иконата на Св. св. Петър и Павел пише: „Исрук(а) Кѡнстандинъ син на Таше иконописателъ ѿ Крушево“.